# Hans Robertson
Hans Robert Robertson, född 16 februari 1943 i Jönköpings Sofia församling i Jönköpings län, är en svensk ingenjör och företagsledare.

## Biografi
Robertson avlade civilingenjörsexamen vid Chalmers tekniska högskola i Göteborg. Han var anställd vid Saab AB 1967–1999: som utvecklingsingenjör vid Robotsektorn i flygdivisionen i Göteborg 1967–1974, som utvecklingschef för övningsmateriel i Jönköping 1974–1979, som resultatområdeschef för utbildningsmateriel i Jönköping 1979–1983 och som verkställande direktör för Saab Training Systems 1983–1999.
Hans Robertson invaldes 1986 som ledamot av Kungliga Krigsvetenskapsakademien och 1998 som ledamot av Kungliga Ingenjörsvetenskapsakademien.